# Serie de Lyman

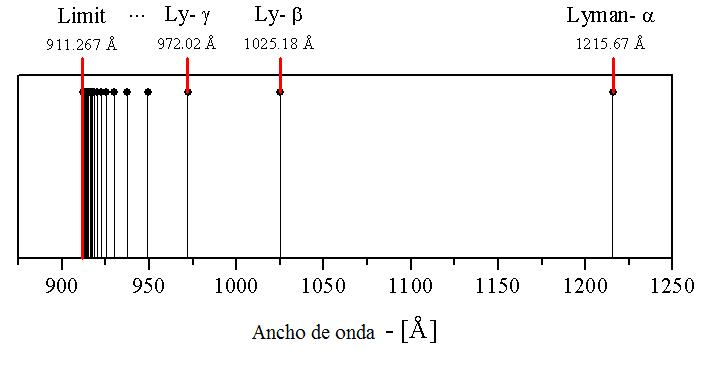
Serie de Lyman

En mecánica cuántica, la serie de Lyman es el conjunto de líneas que resultan de la emisión del átomo del hidrógeno cuando un electrón transita de n ≥ 2 a n = 1 (donde n representa el número cuántico principal referente al nivel de energía del electrón).  Las transiciones son denominadas secuencialmente mediante letras griegas: desde n = 2 a n = 1, es llamada Lyman-alfa; de 3 a 1, Lyman-beta; de 4 a 1, Lyman-gamma, etc. 
La primera línea en el espectro ultravioleta de la serie de Lyman fue descubierta en 1906 por el físico de la Universidad de Harvard llamado Theodore Lyman, quien estudiaba el espectro ultravioleta del gas de hidrógeno eléctricamente excitado. El resto de las líneas del espectro fueron descubiertas por Lyman entre 1906 y 1914. El espectro de la radiación emitido por el hidrógeno no es continuo.
Históricamente, explicar la naturaleza del espectro del hidrógeno era un problema considerable para la física. Nadie pudo predecir las longitudes de onda de las líneas de hidrógeno hasta 1885, cuando el desarrollo de la fórmula de Balmer ofreció una posibilidad empírica para visibilizar el espectro de hidrógeno. Cinco años después Johannes Rydberg enunció otra fórmula empírica para resolver el problema, presentada por primera vez en 1888 y cuya forma final apareció en 1890. Rydberg quería encontrar una fórmula para ligar las ya conocidas líneas de emisión de la serie de Balmer, y para predecir aquellas aún no descubiertas. Diferentes versiones de la fórmula de Rydberg con diferentes números simples fueron halladas para generar diferentes series de líneas.

## Obtención de la serie de Lyman
La versión de la fórmula de Rydberg que generó la serie de Lyman era:
{\displaystyle {1 \over \lambda }=R\left({1}-{1 \over n^{2}}\right)\qquad \left(R=1.0972\times 10^{7}{\mbox{m}}^{-1}\right)}
donde n es un número natural mayor o igual a 2 (es decir n = 2, 3, 4,...). 
Además, las líneas vistas en la imagen son las longitudes de onda correspondientes a n=2 en la derecha, a n={\displaystyle \infty } en la izquierda (pues existen infinitas líneas espectrales, pero se densan demasiado a medida que se aproxima a n={\displaystyle \infty }, por lo que sólo algunas de las primeras líneas y la última aparecen efectivamente).
Las longitudes de onda (nm) en la serie de Lyman son todos ultravioletas:
| n                    | 2     | 3     | 4    | 5    | 6    | 7    | 8    | 9    | 10   | 11   | {\displaystyle \infty } |
| Longitud de onda(nm) | 121.6 | 102.5 | 97.2 | 94.9 | 93.7 | 93.0 | 92.6 | 92.3 | 92.1 | 91.9 | 91.15                   |

## Explicación y derivación
En 1913, cuando Niels Bohr produjo su teoría del modelo atómico, la razón por la cual las líneas espectrales de hidrógeno se ajustan a la fórmula de Rydberg pudo ser explicada. Bohr vio que el salto del electrón al átomo del hidrógeno debía tener niveles de energía cuantizada descritos en la siguiente fórmula:
{\displaystyle E_{n}=-{{me^{4}} \over {2\left(4\pi \varepsilon _{0}\hbar \right)^{2}}}{1 \over n^{2}}=-{13.6 \over n^{2}}[{\mbox{eV}}]}
Según la tercera suposición de Bohr, donde sea que caiga un electrón desde un nivel inicial de energía ({\displaystyle E_{i}}) a un nivel final de energía ({\displaystyle E_{f}}), el átomo debería emitir radiación con una longitud de onda de:
{\displaystyle \lambda ={{hc} \over {E_{i}-E_{f}}}}
Hay además una notación más cómoda cuando se trata de energía en unidades de electronvoltios y longitudes de onda expresadas en angstroms: 
{\displaystyle \lambda [A]={12430 \over {E_{i}[eV]-E_{f}[eV]}}}
Reemplazando la energía en la fórmula de arriba con la expresión para la energía en el átomo de hidrógeno, donde la energía inicial corresponde al nivel de energía n y la energía final corresponde al nivel de energía m: 
{\displaystyle {1 \over \lambda }={{E_{i}-E_{f}} \over 12430}=\left({12430 \over 13.6}\right)^{-1}\left({1 \over m^{2}}-{1 \over n^{2}}\right)=R\left({1 \over m^{2}}-{1 \over n^{2}}\right)}
donde R es la misma constante de Rydberg de la fórmula de Rydberg.
Para conectar a Bohr, Rydberg, y Lyman, se debe reemplazar m por 1 (ya que el nivel energético base desde donde se forma la serie de Lyman es el nivel energético 1) para obtener: 
{\displaystyle {1 \over \lambda }=R\left(1-{1 \over n^{2}}\right)}
la cual es la fórmula de Rydberg para la serie de Lyman. Además, cada longitud de onda de las líneas de emisión corresponden a un electrón cayendo de un cierto nivel de energía (mayor que 1) al primer nivel de energía.